# Anton von Petz

Anton von Petz

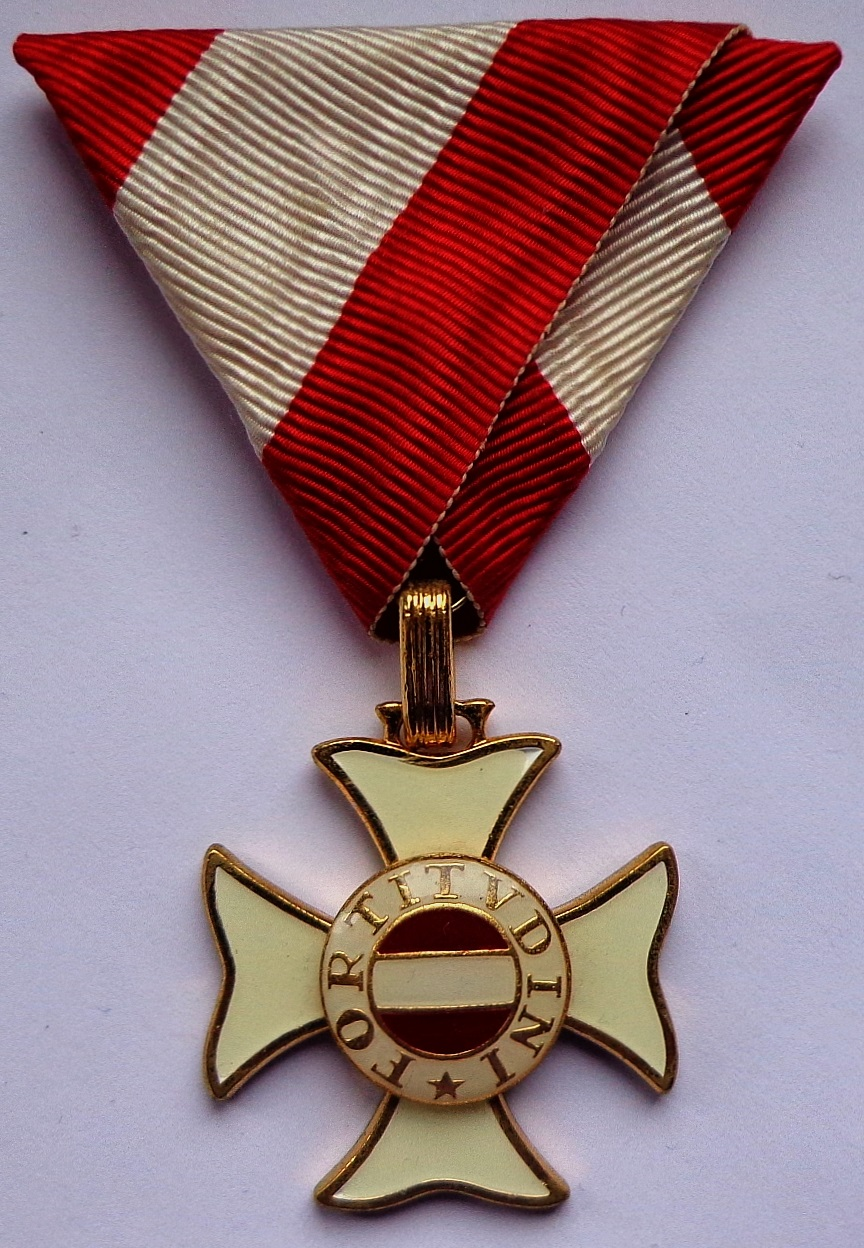
Ritterkreuz des Militär-Maria-Theresien-Ordens

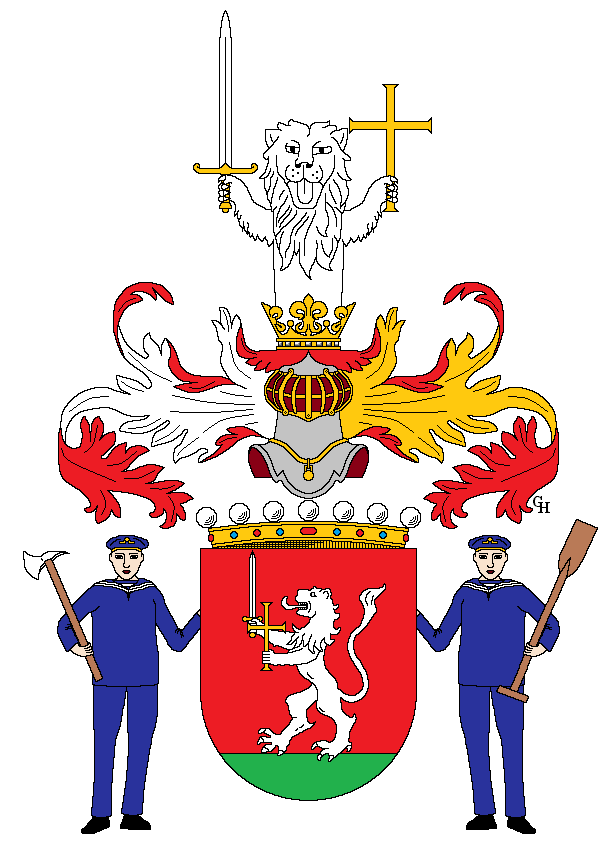
Wappen des Anton von Petz anlässlich seiner Erhebung in den Freiherrenstand 1867

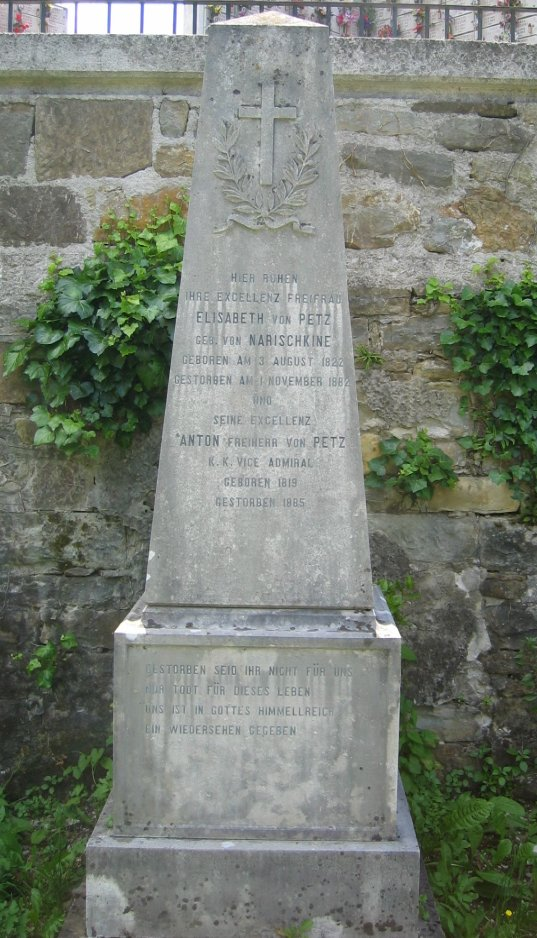
Grabstein von Elisabeth und Anton von Petz in Triest

Anton Freiherr von Petz (* 21. Januar 1819 in Venitze, Siebenbürgen; † 7. Mai 1885 in Triest) war ein k.u.k. österreichisch-ungarischer Vizeadmiral und Ritter des Maria-Theresia-Ordens.

## Leben
Petz trat nach Absolvierung des Marinekollegiums Venedig 1837 als Kadett in die k.k. Kriegsmarine ein. Die alliierte britisch-türkisch-österreichische Expedition gegen Muhammad Ali Pascha von Ägypten, 1840, machte er an Bord der SMS Guerriera unter dem Kommando des Erzherzogs Friedrich mit. Zahlreiche Einschiffungen folgten, darunter 1842 eine Fahrt mit der Fregatte SMS Bellona nach England als Adjutant des Erzherzogs Friedrich. Anschließend war Petz drei Jahre Professor der Mathematik am Marinekollegium. Während der Blockade von Venedig 1848 war er erster Leutnant auf der SMS Vulcan. In den folgenden Jahren war er mit dem Kommando einiger kleinerer Schiffe betraut. 1859 war er während des Sardinischen Krieges Ausrüstungsdirektor im Seearsenal von Venedig und Adlatus des Marinekommandanten.
In der Seeschlacht bei Lissa am 18. Juli 1866 führte er von SMS Kaiser aus die II. Division der Flotte, die aus Holzschiffen bestand. Um einige Schiffe seiner Division zu decken, rammte er mit dem Holzschiff SMS Kaiser entschlossen das italienische Panzerschiff RN Rè di Portogallo. Er beschädigte dessen Schanzverkleidung, erlitt aber auch selbst schwere Schäden. Zahlreiche feindliche Granattreffer führten zu weiteren Zerstörungen, aber auch starken Verlusten unter der Mannschaft. Der Kommodore wollte sein lichterloh brennendes Schiff in den Hafen von San Giorgio di Lissa in Sicherheit bringen, doch das italienische Panzerschiff RN Affondatore suchte ihn daran zu hindern. Mit seinen letzten Granaten konnte er den Feind abwehren und das Schiff sicher in den Hafen steuern. Nach der Schlacht, zu deren siegreichen Ausgang er das Seine beigetragen hatte, erhielt er am 29. August 1866 das Ritterkreuz des Maria-Theresia-Ordens und die Beförderung zum Konteradmiral. Die Erhebung von Petz in den Freiherrenstand erfolgte 1867.
Vom 1. Oktober 1866 bis 27. September 1867 war er Kommandant der Marineakademie Fiume. Anschließend diente er als Adlatus des Hafenadmirals von Pula. 1869 wurde er mit dem Kommando der Expedition nach Ostasien – Siam, China und Japan – und Südamerika betraut, die vor allem wirtschaftliche Hintergründe hatte und dem Abschluss von entsprechenden Verträgen mit Staaten der beiden Regionen dienen sollte. Mit der Fregatte SMS Donau und der Korvette SMS Erzherzog Friedrich trat er am 16. Oktober 1869 die weite Fahrt an. Nach Erfüllung ihrer Aufträge kehrte die Expedition Anfang 1871 wieder heim. Die SMS Donau überquerte hierzu den Pazifik und kehrte durch die Magellanstraße und den Südatlantik am 1. März nach Pula zurück, während die SMS Erzherzog Friedrich die Rückreise durch den Sueskanal vornahm und bereits am 26. Januar den Heimathafen erreichte. Seine Laufbahn beendete Petz als Vizeadmiral und Seebezirkskommandant von Triest.
Petz war verheiratet mit Elisabeth von Narischkine (* 3. August 1825 in Moskau; † 1. November 1882 in Triest). Er ist auf dem Ehrenfriedhof (Cimitero Militare) von Triest begraben.